# إنيغما (فلم)
إنيغما هو فيلم من نوع مقتبس ‏ وحربي ورومانسية أُصدر في 22 يناير 2001. الفيلم من إنتاج Broadway Video ‏ وIntermedia (company) ‏، ومن توزيع والت ديزني ستوديوز موشن بيكشرز، وهو من إخراج مايكل أبتيد، أما السيناريو فكان من كتابة توم ستوبارد وروبرت هاريس. الفيلم مقتبسٌ من إنيغما ‏ من تأليف روبرت هاريس.

## القصة
تقع أحداث الفيلم في إنجلترا. وقصة الفيلم الرئيسية حول الحرب العالمية الثانية.

## طاقم التمثيل
- ميك جاغر
- Lee Montague [الإنجليزية]‏
- توم فيشر
- Bo Poraj [الإنجليزية]‏
- كيت وينسليت
- سافرون بوروز
- هيويل سيمونز
- آن ماري داف
- Mirjam de Rooij  [لغات أخرى]‏
- توم هولاندر
- ماثيو ماكفادين
- نيكولاس رو
- ريتشارد ليف
- Tim Bentinck [الإنجليزية]‏
- دونالد سومبتير
- كورين ريدجريف [الإنجليزية]‏
- جيرمي نورثام
- نيكولاي كوستر والداو
- دوجراي سكوت
- انجوس ماكينيس
- إدوارد ودال
- إيما ديفيز
- إدوارد هاردويك
- مارتن جلين موراي
- مايكل ترووغتون
- روبرت بف

## الإنتاج
موسيقى الفيلم التصويرية كانت من تأليف جون باري.

## وصلات خارجية
- مقالات تستعمل روابط فنية بلا صلة مع ويكي بيانات